# Karl Knaupp
Karl Knaupp (* 19. November 1915 in Aichstetten; † 12. Juli 2006 in Spaichingen) war ein römisch-katholischer Geistlicher und Generalvikar des Bistums Rottenburg.

## Leben
Knaupp studierte katholische Theologie an der Eberhard Karls Universität Tübingen und war seit 1934 Mitglied der katholischen Studentenverbindung AV Guestfalia Tübingen. Er empfing 1939 das Sakrament der Priesterweihe und war danach bis 1942 Vikar in St. Eberhard in Stuttgart. Anschließend war er Vikar des Doms St. Martin in Rottenburg am Neckar sowie Repetent am Wilhelmsstift in Tübingen. 1949 wurde er an der Universität Tübingen zum Dr. theol. promoviert.
Knaupp war von 1953 bis 1981 Mitglied der Leitung des Bistums Rottenburg. Zunächst war er Ordinariatsrat und anschließend war er von 1960 bis 1981 Domkapitular und Generalvikar.
Nachdem er am 12. Juli 2006 verstarb, wurde er auf dem Friedhof in Sülchen beigesetzt.

## Werke
- Delegation und Stellvertretung im kanonischen Recht : (die "iurisdictio, quae commissa est personae" in CIC c. 197 § 1), Tübingen ca. 1951.
- Ordnung der kirchlichen Dienste : kirchliche und staatliche Bestimmungen für die Seelsorge- u. Verwaltungsaufgaben in der Diözese Rottenburg-Stuttgart, Rottenburg 1980.

## Ehrungen
- 1960 Päpstlicher Prälat
- 1970 Apostolischer Protonotar
- 1978 Verdienstorden des Landes Baden-Württemberg